# Macornay
Macornay – miejscowość i gmina we Francji, w regionie Burgundia-Franche-Comté, w departamencie Jura.
Według danych na rok 1990 gminę zamieszkiwało 780 osób, a gęstość zaludnienia wynosiła 170 osób/km² (wśród 1786 gmin Franche-Comté Macornay plasuje się na 212. miejscu pod względem liczby ludności, natomiast pod względem powierzchni na miejscu 836.).